# Charles Monard
Pour les articles homonymes, voir Monard.
Charles Monard (1795-1854) est un chirurgien militaire, administrateur des hospices civils de Metz sous la Monarchie de Juillet.

## Biographie
Charles Monard naît le 15 février 1795 (27 pluviose an II) à Metz. Il est le frère jumeau de Pascal Monard. Charles Monard commence une carrière militaire dans la Grande Armée en 1813. Une fois diplômé de la Faculté de Paris, Charles Monard est promu chirurgien militaire. Il participe à l’Expédition d’Espagne en avril 1823. Il prend part au siège d'Alger en 1830 avant d'être nommé médecin en chef provisoire de l'Armée d'Afrique. Comme son frère, il devient membre correspondant de la Société d'histoire naturelle de la Moselle en 1836, alors qu'il est toujours en poste à Alger. Âgé de 49 ans, il fait valoir ses droits à la retraite en 1844. Charles Monard se retire dans sa ville natale, où il devient administrateur des Hospices civils. Avec son frère Pascal, il enrichit régulièrement l'herbier de la Société d'histoire naturelle, société à laquelle ils légueront une maison, qui deviendra le siège du muséum, après 1871.
Charles Monard décède à Metz le 22 avril 1854. Hommage posthume de leur ville natale, une rue de Metz porte le nom des frères Monard à Metz. 

## Sources
- Bulletin de la Société d'histoire naturelle de Metz, Volumes 12 à 14, SHNM, 1875.
- Raymond Bolzinger: Le destin militaire et médical des frères Monard, in Bulletin de la Société d'histoire naturelle de la Moselle, 41e Cahier, 1975 (p. 19-35).
- Biographie sur shnm